# Miguel Bonnefoy
Miguel Bonnefoy (Parijs, 22 december 1986) is een Franstalig schrijver van Chileens-Venezolaanse afkomst.

## Biografie
De moeder van Miguel Bonnefoy is een Venezolaanse diplomaat die ten tijde van de geboorte van Miguel als cultureel attaché verbonden was aan de Venezolaanse ambassade in Parijs. Zijn vader is een Chileense romanschrijver en activist die werd gemarteld tijdens het regime van Augusto Pinochet en politiek asiel aanvroeg in Frankrijk.
Miguel Bonnefoy groeide op in Caracas en Lissabon waar hij Franstalige middelbare scholen bezocht. Hij keerde terug naar Frankrijk om literatuurwetenschap te studeren aan de Sorbonne.
Hij spreekt twee talen, Frans en zijn moedertaal Spaans. Naast auteur was hij als leraar Frans verbonden aan de Alliance Française in Caracas. In 2018-2019 verbleef hij enige tijd in Villa Medici in Rome.

## Schrijverschap
In 2009 won Bonnefoy met het korte verhaal La Maison et le Voleur de Grand Prix de la Nouvelle de la Sorbonne. Hij publiceerde in 2009 in het Italiaans Quando il labyrinto fu rinchioso nel Minotauro. In 2011 verscheen Nauvrages, een boek met verhalen over helden uit de mythologie die hedendaagse helden ontmoeten. De verhalenbundel Icare et autres nouvelles verschijnt in 2013.
Zijn eerste roman Le Voyage d’Octavio verscheen in 2015. De roman werd geselecteerd voor de Prix Goncourt du premier roman. In 2016 publiceerde Bonnefoy Jungle, een verslag van een trektocht door het Venezolaanse oerwoud.
Sucre noir, zijn tweede roman, verscheen in 2017. Bonnefoy gebruikt een oude legende over een beroemde zeerover om over het leven van mannen en vrouwen op een Caribisch eiland te beschrijven. Hun zoektocht naar liefde wordt doorkruist door de grillen van het lot. In de roman klinkt het magisch-realisme van Zuid-Amerikaanse schrijvers door.
Bonnefoy beschouwt zichzelf als een mengproduct van twee werelden. In zijn verhalen probeert hij die mengeling vast te leggen. Hij schrijft in het Frans, maar veel van zijn verhalen spelen zich af in Venezuela of in Chili. Hij vertelt dat hij geïnspireerd is door Franse schrijvers (Émile Zola, Joseph Kessel, Louis Aragon) en door auteurs uit Venezuela (Rómulo Gallegos, Arturo Uslar Pietri, Miguel Otero Silva) en Chili (Nicanor Parra) en hij windt zich op over het onderscheid dat wordt gemaakt tussen Franse schrijvers en Franstalige schrijvers.

## Werk in Nederlandse vertaling
Heritage, zijn derde roman, werd gepubliceerd in 2020 en is de eerste roman van Bonnefoy die in Nederlandse vertaling werd uitgegeven. Het boek werd genomineerd voor de belangrijkste literaire prijzen in Frankrijk en ontving de Prix des libraires 2021. De Nederlandse vertaling is genomineerd voor de Europese Literatuurprijs 2022.
Bonnefoy beschrijft in zijn boek het levensverhaal van vier generaties Franse wijnboeren. De oudste emigrant komt aan het einde van de negentiende eeuw aan in Chili met een loot van een wijnstok in zijn bagage. Hij vertrok uit de Jura omdat zijn wijngaard getroffen was door druifluis. Zijn drie zoons keren terug naar Frankrijk om mee te vechten tijdens de Eerste Wereldoorlog. De vrouw van de enige overlevende zoon bouwt de meest befaamde volière van de Andes. Haar dochter, inmiddels de derde generatie, heeft een passie voor vliegen, bouwt zelf een vliegtuig en vecht mee als piloot gedurende de Tweede Wereldoorlog. Haar zoon keert na de gruwelijkheden van de dictatuur van Pinochet uiteindelijk terug naar Frankrijk met een wijnstok in zijn bagage. De vier generaties worden verbonden door een mysterieuze legende over een vermiste oom.
In de roman De uitvinder beschrijft Bonnefoy het leven van Augustin Mouchot, een Frans ingenieur (1825-1912) die in de 19e eeuw experimenteerde met zonne-energie en die in 1866 de eerste door zonne-energie aangedreven machine bouwde.

## Werken
- 2009 Quando il labirinto fu rinchiuso nel Minotauro. Rome, Edizione del Giano, 35 p. (Italiaans)
- 2012 Naufrages, Paris, Quespire, 76 p. (korte verhalen)
- 2013 Icare et autres nouvelles, Paris, Buchet/Chastel, 352 p. (korte verhalen)
- 2015 Le Voyage d'Octavio, Paris, Rivages, 123 p. (roman)
- 2016 Jungle, éditions Paulsen, 122 p. (reisverhaal)
- 2017 Sucre noir, Rivages, 209 p. (roman)
- 2020 Héritage, Rivages, 206 p. (roman). Nederlandse vertaling: Erfgoed. Vertaald door Liesbeth van Nes. Uitgeverij De Bezige Bij, Amsterdam, 2022. ISBN 9789403136615
- 2022 L'inventeur, Payot et Rivages, 208 p. (roman). Nederlandse vertaling: De uitvinder. Vertaald door Liesbeth van Nes. Uitgeverij De Bezige Bij, Amsterdam, 2023. ISBN 9789403115627

- Bibsys: 1533887355279
- Biblioteca Nacional de España: XX5752701
- Bibliothèque nationale de France: cb16635017k (data)
- Catàleg d'autoritats de noms i títols de Catalunya: 981061052464406706
- Gemeinsame Normdatei: 1068939109
- International Standard Name Identifier: 0000 0003 8413 8527
- Library of Congress Control Number: no2015109406
- Nationale Bibliotheek van Tsjechië: xx0226996
- Nationale Bibliotheek van Israël: 987011253445105171
- Nederlandse Thesaurus van Auteursnamen: 43047315X
- Réseau des bibliothèques de Suisse occidentale: 02-A027125422
- Système universitaire de documentation: 183956370
- Virtual International Authority File: 273631997
- WorldCat: E39PBJkxJCJCFXmjDxvckxRHYP